# ستریمید - سی
ستریمید - سی (به انگلیسی: Cetrimide-C)
رده درمانی: ترکیبات موضعی ضدعفونی‌کننده. در ساخت مواد نانو به روش سل-جل کابرد دارد.
اشکال دارویی: محلول

## موارد مصرف
ستریمید - سی یا ساولن (Cetavlon) یکی از مواد ضدعفونی‌کننده می‌باشد که به‌طور گسترده‌ای برای ضدعفونی و پانسمان زخم‌ها به کار می‌رود. همچنین ضدعفونی‌کننده خارجی در مامایی، ضدعفونی کردن لباس نوزاد، ضدعفونی وسایل مختلف معاینه و محیط.

## مکانیسم اثر
ستریمید - سی در واقع ترکیب دو ضدعفونی‌کننده Cetrimonium bromide %۱۵و کلرهگزیدین گلوکونات%۱/۵ می‌باشد. ستریمید ضدعفونی‌کننده مؤثر بر نیروی کشش سطحی و کلرهگزیدین گلوکونات ضدعفونی‌کننده فنلی می‌باشند.

## عوارض جانبی
تحریک موضعی پوست و واکنش‌های حساسیتی. بلع دارو خطرناک است.